# 인텔 8048

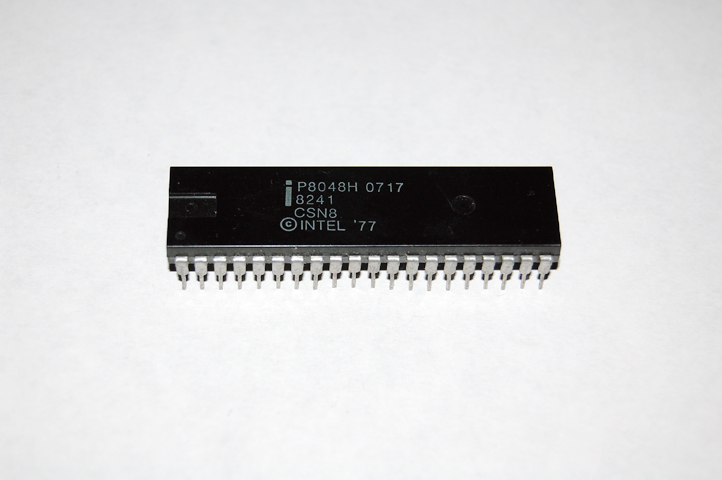

인텔 8048은 1977년 발표된 인텔의 첫 마이크로컨트롤러로 Magnavox Odyssey²게임기나 Roland Jupiter-4, ProMars 같은 신시사이저에 사용되었다. 8048은 MCS-48 계열의 대표급인 존재로서 페어차일드 F8 마이크로프로세서와 비슷한 점이 많다.
구조적으로 8비트 코어에 변종 하버드 아키텍처(수정된 하버드 아키텍처)로 1KByte 롬과 64 바이트의 램, 27개의 입출력 포트와 8비트의 카운터를 내장하고 있으며 추가로 외부에 롬이나 램을 더 설치할 수 있다. 롬의 종류나 메모리의 용량 따라 여러 모델로 나뉘며 이를 통틀어 MCS-48계열이라고 부른다.
이전에 많이 사용되던 곳에서 후계인 8051로 대체되었지만 아직도 값싼 TV 리모콘이나 장난감과 같은 중요한 곳에서 널리 쓰이고 있다. IBM PC AT와 IBM PS/2 키보드에도 변종인 8049가 사용되었다. 개인용 컴퓨터에 내장된 8042는 A20 라인을 제어하며 0x60과 0x64 포트로 접근할 수 있다. 다른 변종으로 롬이 없는 8035는 닌텐도의 아케이트 게임인 동키콩에 배경 음악 제어용으로 쓰이고 있다.

## 주요 특징
- 높은 성능의 HMOS로 단일 5볼트 전원, 낮은 전력 소비
- 내장 타이머와 이벤트 카운터, 두 개의 싱글 레벨 인터럽트
- 96개의 명령어(90% 싱글 바이트로 모든 명령어는 1-2 사이클 실행)
- 8080/8085 주변기기와 호환되며 메모리, 입출력 확장이 쉬움

## MCS-48 패밀리
| 모델 | 내장 롬 | 내장 램 | 특징                                                     |
| ---- | ------- | ------- | -------------------------------------------------------- |
| 8021 | 1024    | 64      | 마스크 ROM, 저가형 28핀, 인터럽트 없음, 외장 메모리 불가 |
| 8022 | 2048    | 64      | 마스크 ROM, 저가형 28핀, 8비트 ADC내장, 외장 메모리 불가 |
| 8035 | -       | 64      | 8048의 내장 ROM 없는 버전                                |
| 8039 | -       | 128     | 8049의 내장 ROM 없는 버전                                |
| 8040 | -       | 256     | 8050의 내장 ROM 없는 버전                                |
| 8048 | 1024    | 64      | 인텔의 첫 마이크로컨트롤러                               |
| 8049 | 2048    | 128     | 8048에 메모리 추가                                       |
| 8050 | 4096    | 256     | 8049에 메모리 추가                                       |
| 8648 | 1024    | 64      | 8048의 OTP 버전                                          |
| 8741 | 1024    | 64      | 8041 EPROM 버전                                          |
| 8742 | 2048    | 128     | 8042 EPROM 버전                                          |
| 8748 | 1024    | 64      | 8048 EPROM 버전                                          |
| 8749 | 2048    | 128     | 8049 EPROM 버전                                          |